# Giardiasis
La giardiasis es una enfermedad diarreica ocasionada por Giardia intestinalis (conocido también como Giardia lamblia), parásito microscópico unicelular que vive en el intestino delgado  de las personas en su porción anterior (duodeno) y se transmite en las heces de una persona o animal infectado. Este parásito está protegido por una cobertura exterior que le permite sobrevivir fuera del cuerpo y en el medio ambiente por largos períodos.
Durante las dos últimas décadas, Giardia se ha reconocido como una de las causas más comunes de la enfermedad transmitida por el agua (de beber y recreativa) en los humanos en los Estados Unidos; otras formas de contaminación son: comer frutas y verduras no lavadas de forma adecuada o que fueron cultivadas usando fertilizante contaminado, tener contacto con personas que no se lavan bien las manos o con cubiertos de personas infectadas ya que el cloro no inactiva al parásito. El parásito se encuentra en todas las regiones del mundo.

## Biología
Giardia lamblia se encuentra clasificado dentro de la clase Zoomastigophorea, es decir,
tiene flagelos como medios de locomoción. Incluido dentro del orden Diplomaida y familia
Hexamitidae; rubro que caracteriza a protozoos que presentan axostilo, dos núcleos y
simetría bilateral.

Este protozoo se ubica dentro del género Giardia. Las especies de este protozoo han
representado un problema en su clasificación. Tomando en cuenta la variación
morfológica, la posición de cuerpos mediales, la forma del parásito y la relación del disco
suctor con el tamaño total del trofozoito, se ha dividido al género en tres grupos: Giardia agilis (anfibios), Giardia muris (roedores y aves), Giardia lamblia (mamíferos como el
perro, el gato, el ganado y el hombre).

Dentro del tercer grupo, Giardia lamblia es de manera morfológica indistinguible de
Giardias comunes a muchos mamíferos. En la naturaleza tiene la capacidad de adoptar
dos formas: trofozoíto o forma móvil y quiste o forma infectante. 

## Epidemiología
Es una parasitosis cosmopolita y predominante en niños, quienes por lo general son sintomáticos y, en casos crónicos, causa mala absorción y desnutrición. Los casos asintomáticos suelen darse en adultos.

## Cuadro clínico
Gran parte de los portadores son asintomáticos. En los pacientes en los cuales se producen síntomas, aparece una diarrea repentina de característica forma pastosa o líquida, amarilla, maloliente, con moco y acompañada por cólicos y malestar general. En la fase subaguda, la diarrea tiende a ser intermitente, en particular después de las comidas.
Suele haber dolor abdominal, náuseas (deseos de vomitar), anorexia (pérdida de apetito), flatulencia (gases), meteorismo, aerogastria y pérdida de peso. Se han descrito otros síntomas relacionados con mecanismos de hipersensibilidad como eflorescencia, urticaria, habones. En niños con giardiasis crónica se percibe retraso en el crecimiento y síndrome de malabsorción con pérdida considerable de peso.

## Diagnóstico
Ante la presencia de síntomas característicos y elementos epidemiológicos conclusivos, se suele hacer un examen de heces para poder observar los quistes ovoides de doble membrana bajo el microscopio, aunque éstos son visibles solo en aproximadamente el 50 % de los pacientes infectados, de lo cual se deduce que un examen negativo no excluye la infección por giardia. La sensibilidad aumenta si estos estudios se hacen seriados. El diagnóstico específico es el coproparasitoscópico (CPS), ya sea del método Faust (por flotación) o el del Lugol. Ocasionalmente se examina el jugo duodenal y con menos frecuencia se realiza una biopsia del duodeno.
También existe una prueba inmunitaria denominada ELISA, por inmunoensayo enzimático. Estas pruebas muestran una tasa de un 90 % o más de acierto en la detección.

## Tratamiento
- Secnidazol: ADULTOS: 2 g (gramos) vía oral. Cápsula(s) en toma única.
- Metronidazol: ADULTOS: 500 mg (miligramos) vía oral. 1 cápsula c/8 h (horas) por 7 días.
- Tinidazol: 2 g en dosis única en adultos. NIÑOS: 50 mg/kg (miligramos por kilogramo), un solo día.
- Furazolidona: ADULTOS: 400 mg/día en 2-3 tomas diarias durante 7 días. NIÑOS: 10 mg/kg/día, en 3 tomas durante 7 días.
- Albendazol: 400 mg vía oral por 5 días.
- Nitazoxanida: 500 mg c/12 h, vía oral por 3 días.

Para certificar el buen resultado de la medicación en la giardiasis es necesario hacer un control de las heces después de 15 a 30 días de haber concluido el tratamiento. Frente a la presencia del parásito es aconsejable repetir el tratamiento, usando un medicamento diferente.